# Jean Ambroise Baston de Lariboisière

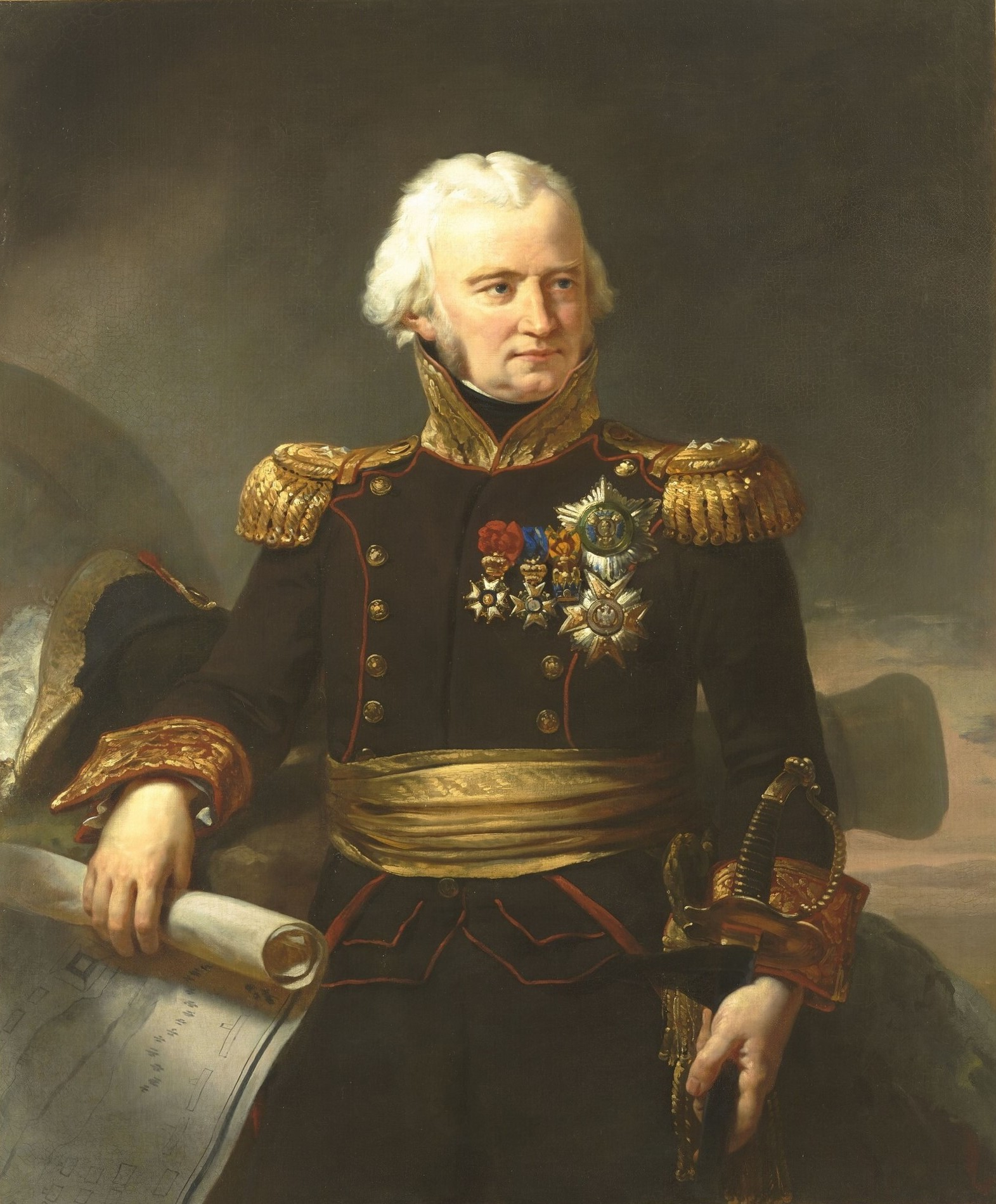
Jean-Ambroise Baston de Lariboisière

Jean Ambroise Baston, comte de Lariboisière, (* 18. August 1759 in Fougères; † 21. Dezember 1812 in Königsberg) war ein französischer Artilleriegeneral während der Französischen Revolution und des Ersten Kaiserreichs.

## Leben und Karriere
Er war der Sohn von Ambroise Baston, Seigneur de Lariboisière, ehemaliger ziviler Lieutenant-général der Sénéchaussée von Fougères, und der Jeanne Monnières. Er schlug die militärische Laufbahn ein.
Als sehr befähigt beschrieben wurde er 1781 zum Lieutenant im „Régiment d’artillerie de La Fère“ (nach 1791 das „1er régiment d’artillerie“), in dem auch Napoleon Bonaparte diente, befördert.
Obwohl Lariboisière ein paar Jahre älter war als dieser, entwickelte sich bald zwischen ihnen eine Freundschaft an die sich der Kaiser immer gerne erinnerte, auch da er dem bretonischen Charakter eine besondere Verehrung entgegenbrachte.
In der Zeit der Französischen Revolution hielt er sich sehr zurück und wurde als untadeliger Offizier bezeichnet. Im Jahre 1791 wurde er zum Capitaine befördert und zur Armée du Rhin (Rheinarmee) versetzt. Hier diente er unter Adam-Philippe de Custine, nahm an der Invasion in die Pfalz teil und war 1792 an der Belagerung von Mainz und der folgenden Einnahme der Festung beteiligt. Danach wurde ihm das Waffenarsenal der Festung unterstellt. Im folgenden Jahr gehörte er zur Garnison der Festung, die nach einer Belagerung vor den Koalitionstruppen Preußens und Österreichs kapitulierte. → Belagerung von Mainz (1793). Anschließend blieb er als Geisel bis zum 20. Dezember 1792 in preußischer Obhut.

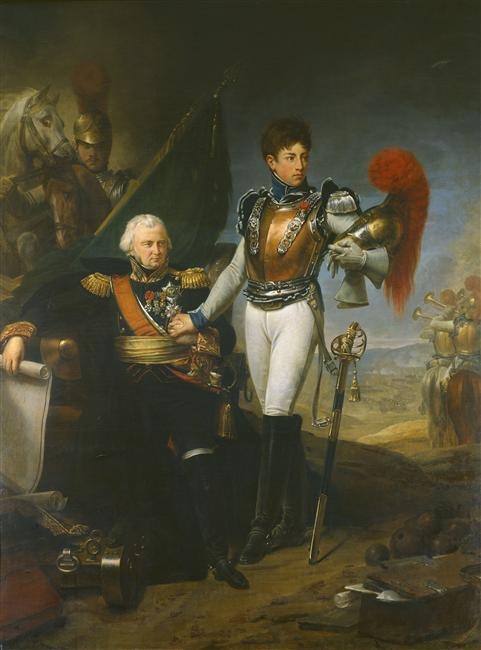
Jean-Amboise-Baston de Lariboisière und sein Sohn Ferdinand, Lieutenant im 1^{er} Carabiniers-à-cheval, der in der Schlacht bei Borodino tödlich verwundet wurde. Gemälde von Antoine-Jean Gros.

Er nahm an den Feldzügen der Jahre II und III (Revolutionskalender – also 1793 und 1794) als Generaladjutant, dann als Chef de bataillon und als Chef de brigade teil. Im Jahre IV (1795) widmete er sich teilweise seiner Familie.
Zwischen dem Jahr IV (1796) und dem Jahr XI (1803) war er Direktor des Artillerieparks (Directeur des parcs d’artillerie) der „Armée d’Angleterre“ (für die Invasion von England bestimmte Armee), der „Armée d’Helvétie“ (Helvetische Armee), der „Armée du Rhin“ (Rheinarmee) und der „Armée du Danube“ (Donauarmee).
Am 29. August 1803 zum Général de brigade befördert, kommandierte er während der Feldzüge des Jahres XIV (1806) die Artillerie des 4. Korps und war an der Schlacht bei Austerlitz beteiligt. Als Verdienst an diesem Sieg wurde ihm angerechnet, seine Batterien so vorteilhaft zu postiert zu haben, dass die russischen Kolonnen, die auf den Weiher bei Menitz zurückgewichen waren mit mörderischem Feuer eingedeckt werden konnten.
Während der Schlacht bei Jena war er am 14. Oktober 1806 mit der Artillerie lediglich bei der Zurückschlagung mehrerer feindlicher Infanterieangriffe beteiligt.
Der Aufmerksamkeit des Kaisers nicht entgangen, wurde Lariboisière am 3. Januar 1807 zum Général de division befördert und bekam das Kommando über die Artillerie der Garde impériale übertragen. Während der Schlacht bei Eylau sicherte er am 8. Februar 1807 während des ganzen Tages mit einer Abteilung von 40 Geschützen das Zentrum der Armee.
Bei der Belagerung von Danzig 1807 wurde Général Lariboisièrer von einer Kugel verwundet und fiel während der weiteren Kampfhandlungen um die Stadt aus. Nach der Schlacht bei Heilsberg und der Schlacht bei Friedland, in denen er die Artillerie der kaiserlichen Garde befehligte, wurde er am 24. Juni damit beauftragt, das Floß zu beschaffen, auf dem Njemen der Frieden von Tilsit ausgehandelt wurde.
Im Februar 1808 übernahm Lariboisière das Oberkommando über die Artillerie der „Armée d’Espagne“ (Spanienarmee). 1809 zur Grande Armée abgerufen, wurde ihm von Napoleon das Oberkommando über die französische Artillerie in der Schlacht bei Wagram übertragen.

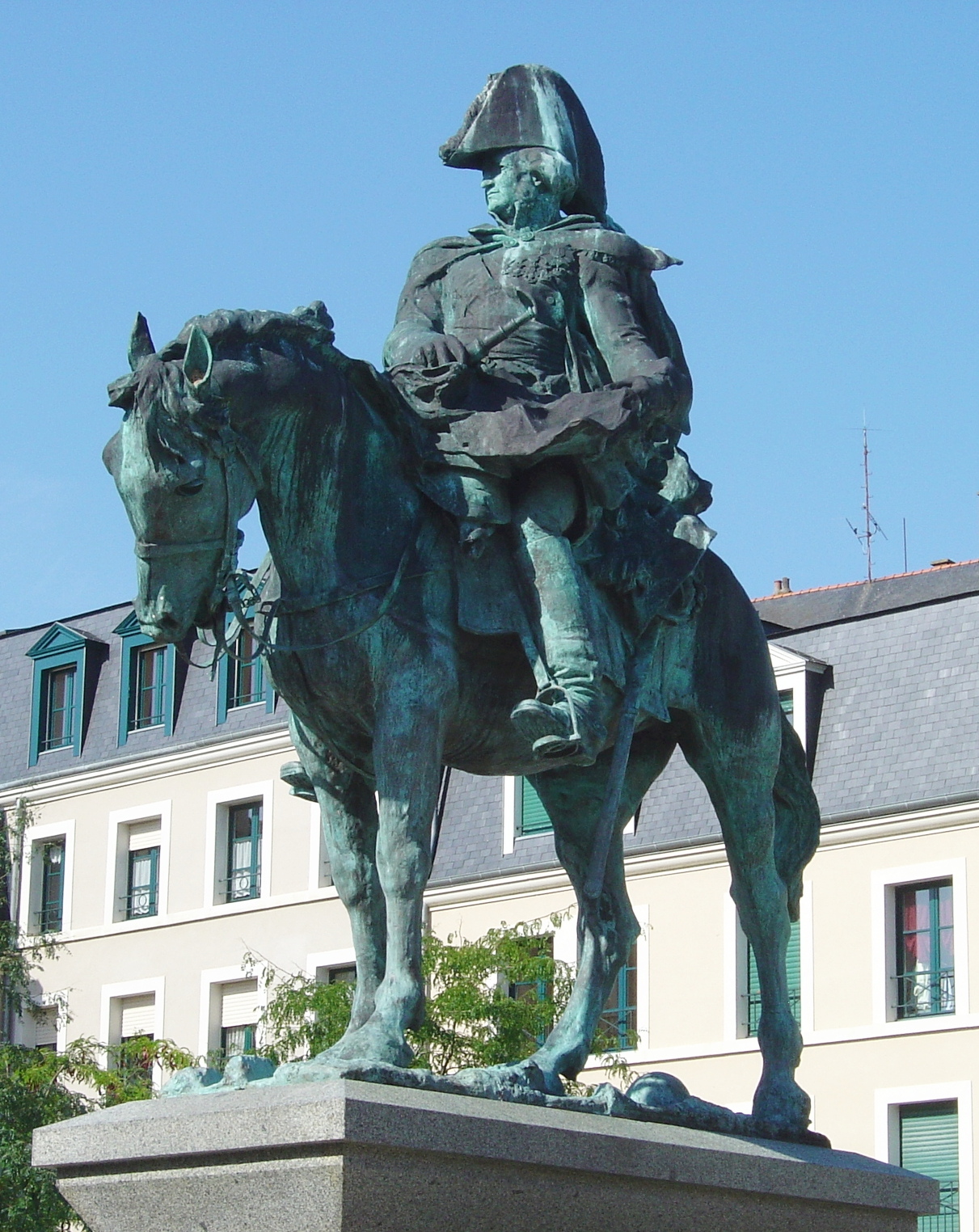
Statue von Général Lariboisière in Fougères

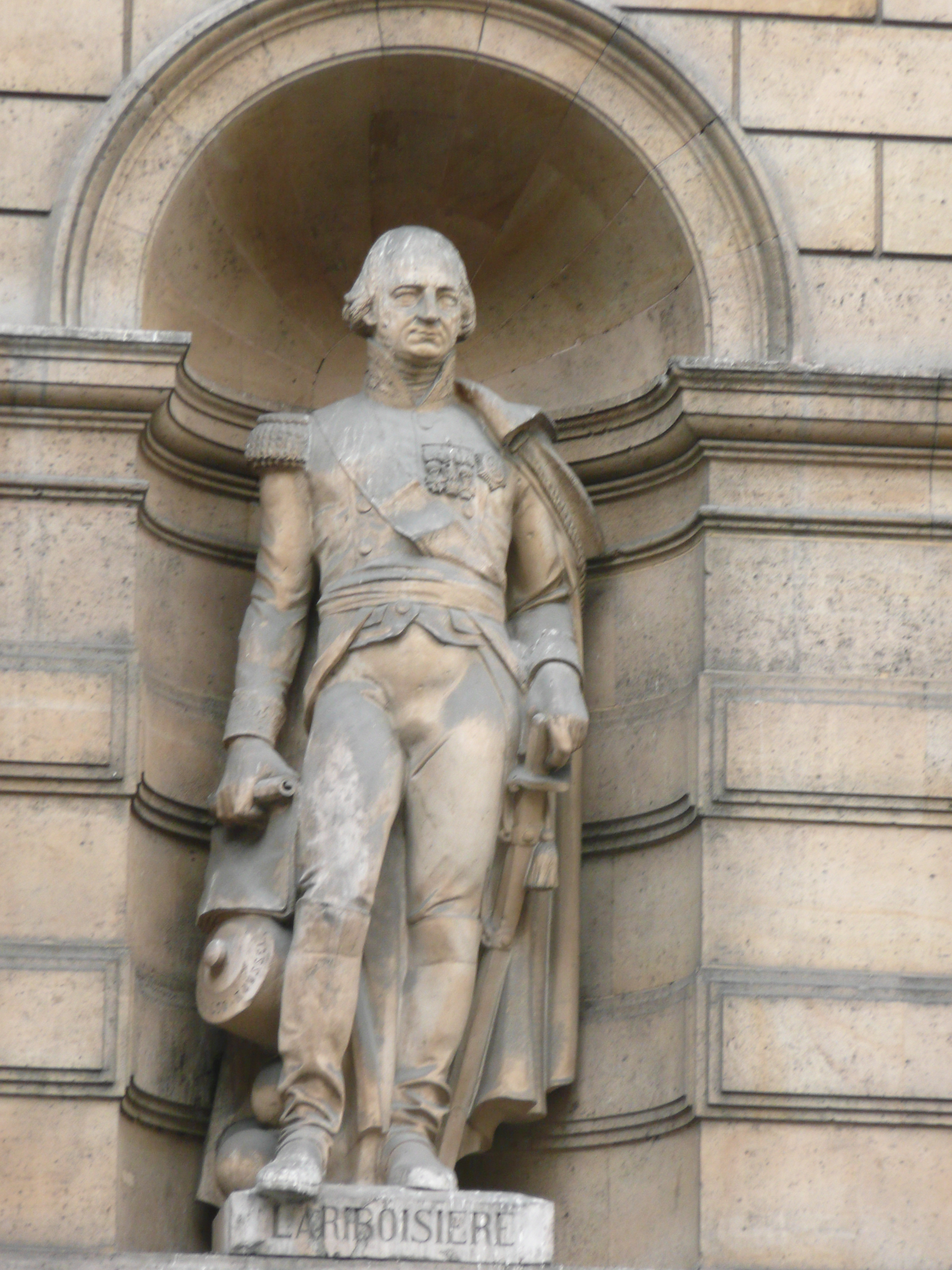
Statue von Général Lariboisière in der Rue de Rivoli in Paris

Für seine Verdienste wurde ihm 1811 als erster die Würde des „Inspecteur général de l’artillerie“ (Generalinspekteur der Artillerie) übertragen. Bevor Lariboisière hier jedoch während der Friedenszeit seine große Erfahrung zum Nutzen der Artillerie zum Tragen bringen konnte, brach ein erneuter Krieg aus.

### Russlandfeldzug
Für Napoleons Feldzug nach Russland sah Général Lariboisière große Schwierigkeiten voraus. Er unternahm unglaubliche Anstrengungen um den Auswirkungen des ständigen Regens im Baltikum zu begegnen und den Truppen eine sichere Ankunft in Vilnius zu ermöglichen.
Am Tag vor der Schlacht bei Borodino erkundete er die russischen Positionen und legte den Weg zum Angriff auf die Redouten fest, die die Russen am linken Flügel aufgeworfen hatten. In der Nacht legte er die Positionen für die Geschütze fest, bei Tagesbeginn ging ein Eisenhagel auf die Russen nieder, es wurden während der Schlacht an die 70.000 Granaten abgefeuert.

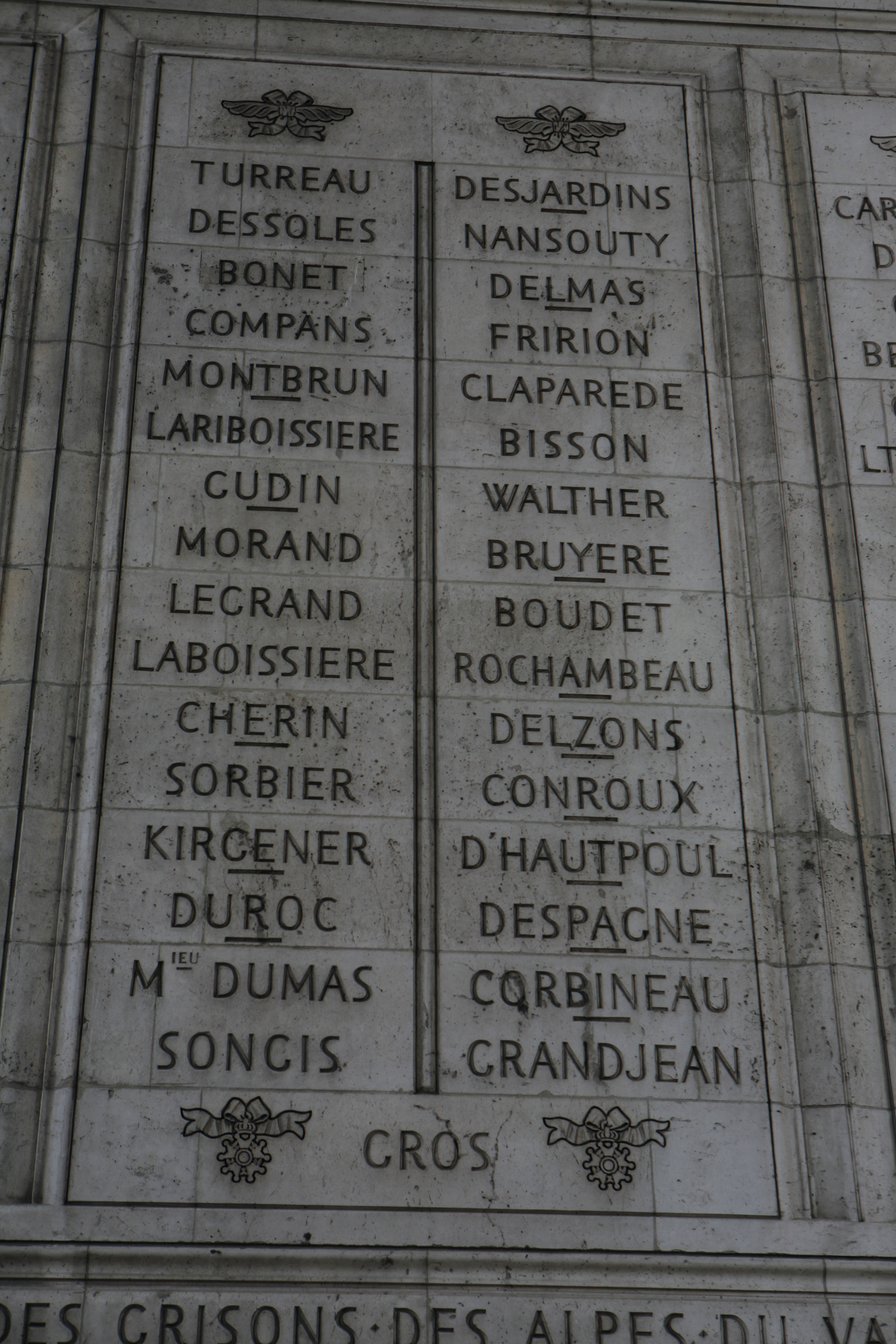
Ostpfeiler des Arc de Triomphe, 15. und 16. Kolonne

Trotz dem Sieg in der Schlacht war es ein schwarzer Tag für den Général Lariboisière, sein Sohn Alexandre wurde bei einer Attacke auf den Feind tödlich verwundet. Voller Trauer über den Verlust seines Sohnes, aber auch körperlich erschöpft erkrankte er in Vilnius schwer und starb am 21. Dezember 1812 in Königsberg.

## Grabstätte
Er wurde im Caveau des Gouverneurs der Cathédrale Saint-Louis-des-Invalides in Paris beigesetzt, auf dem Sarkophag steht geschrieben:

„Ambroise Baston, comte de Lariboisière, général de division, commandant en chef l’artillerie de la Grande Armée, grand officier de la Légion d’honneur, né à Fougères, mort à Kœnigsberg, le 21 décembre 1812.“

## Ehrungen
Sein Name ist auf dem Ostpfeiler des Triumphbogens in Paris in der 15. Kolonne eingraviert.
Lariboisière war Graf des Empire und Großoffizier der Ehrenlegion.

## Schlachten
- Teilgenommen hat er an:

Belagerung von Mainz
Belagerung von Toulon
Schlacht bei Austerlitz
Schlacht bei Jena
Schlacht bei Heilsberg
Schlacht bei Friedland
Schlacht bei Wagram
Schlacht um Smolensk
Schlacht bei Borodino